# Atletica leggera ai Giochi della XXXIII Olimpiade - 100 metri piani maschili
Ai Giochi della XXXIII Olimpiade la competizione dei 100 metri piani maschili si è svolta nei giorni 3 e 4 agosto 2024 presso lo Stade de France di Parigi.

## Presenze ed assenze dei campioni in carica
| Competizione         | Atleta                | Prestazione | Parigi 2024 |
| -------------------- | --------------------- | ----------- | ----------- |
| Olimpiadi 2020       | Marcell Jacobs        | 9”80        | Presente    |
| Africani 2022        | Ferdinand Omanyala    | 9”93        | Presente    |
| Commonwealth 2022    | Ferdinand Omanyala    | 10”02       | Presente    |
| Asiatici 2022        | Xie Zhenye            | 9”97        | Presente    |
| Panamericani 2023    | José Arnaldo González | 10”30       | Presente    |
| Mondiali 2023        | Noah Lyles            | 9”83        | Presente    |
| Europei 2024         | Marcell Jacobs        | 10”02       | Presente    |
| Mondiali junior 2022 | Letsile Tebogo        | 9”91        | Presente    |

## La gara
Dopo il fantastico oro di 3 anni prima, Marcell Jacobs torna alle olimpiadi come campione in carica ma non con i favori del pronostico, visto che l'italiano durante l'anno è riuscito a scendere sotto i 10" nella sola gara di Turku (9"92), molto lontano dalla miglior prestazione stagionale di Kishane Thompson in 9"77 ai Trials giamaicani (9° tempo di sempre). Da segnalare anche le prestazioni superlative di Ferdinand Omanyala (9"79) a Nairobi e dell'altro giamaicano Oblique Seville in 9"82 sempre ai Trials. Da parte sua, il campione del mondo in carica Noah Lyles (USA) ha fermato il cronometro sui 9"83 ai Trials americani.
Nelle batterie, dove passano al turno successivo i primi 3 di ogni serie più i migliori 3 tempi ripescati, il tempo più veloce lo segnano Fred Kerley (nell'ottava batteria) e Kenneth Bednarek (nella settima) in 9"97 e sono in tutto 5 gli atleti a scendere sotto il muro dei 10".
Le semifinali, dove passano al turno successivo i primi 2 tempi di ognuna più i 2 migliori non qualificati, sono di un livello elevatissimo. La prima e la terza, vinte rispettivamente da Seville e Thompson con 9"81 (record personale) e 9"80 sono le semifinali più veloci mai corse nella storia delle Olimpiadi, mentre nella seconda prevale il sudafricano Akani Simbine con 9"87. Il connazionale Benjamin Richardson fa segnare in 9"95 il tempo più veloce nella storia per un'atleta non qualificato ad una finale olimpica. Nelle semifinali rimangono esclusi proprio Omanyala (giunto penultimo nella sua gara), il vice-campione d'Europa in carica, l'italiano Chituru Ali e il campione olimpico in carica dei 200 metri piani e bronzo olimpico nei 100 metri di Tokyo Andre De Grasse, mentre Jacobs eguaglia il suo primato stagionale, venendo ripescato con 9"92.
La finale è una delle gare più equilibrate e incerte della storia dei Giochi olimpici. Dai blocchi staccano benissimo Jacobs e Kerley, ma già dopo pochi metri rinviene prepotentemente Thompson dalla quarta corsia, il quale è in testa fino agli ultimi 5 metri, quando Lyles lo raggiunge con una rimonta mai vista. Il tempo del vincitore è 9"79, l'americano riesce a battere il giamaicano al foto-finish di appena 5 millesimi, a vent'anni dall'ultimo successo statunitense ad Atene 2004 ad opera di Justin Gatlin. Inoltre Lyles stabilisce un record: mai nella storia dei giochi olimpici un'atleta era riuscito a vincere senza essere mai stato in testa alla corsa ad eccezione del traguardo.
Terzo giunge Fred Kerley con 9"81, confermandosi sul podio olimpico (seppur scendendo dall'argento al bronzo); quindi Simbine e Jacobs, quinto con 9"85, la terza miglior prestazione della carriera. Delude abbondantemente Seville, ultimo con 9"91. Dalla quarta all'ottava posizione i tempi realizzati dagli atleti sono i migliori mai registrati per le rispettive posizioni.

## Risultati

### Turni preliminari
Prendono parte ai turni preliminari gli atleti che partecipano senza minimo di qualificazione. I primi tre atleti di ogni batteria (Q) e il successivo atleta più veloce (q) si qualificano alle batterie.

#### Batteria 1
| Pos. | Corsia | Atleta                     | Nazionalità    | Tempo | Note                          |
| ---- | ------ | -------------------------- | -------------- | ----- | ----------------------------- |
| 1    | 2      | Ebrima Camara              | Gambia         | 10"29 | Q                             |
| 2    | 3      | Muhd Azeem Fahmi           | Malaysia       | 10"42 | Q                             |
| 3    | 4      | Marc Brian Louis           | Singapore      | 10"43 | q                             |
| 4    | 5      | Shar Mahmood Noor Zahi     | Afghanistan    | 10"64 | Record nazionale              |
| 5    | 6      | Seco Camara                | Guinea-Bissau  | 10"76 |                               |
| 6    | 7      | William Reed               | Isole Marshall | 11"29 | Miglior prestazione personale |
| 7    | 8      | Karalo Hepoiteloto Maibuca | Tuvalu         | 11"30 | Record nazionale              |

#### Batteria 2
| Pos. | Corsia | Atleta             | Nazionalità        | Tempo        | Note                          |
| ---- | ------ | ------------------ | ------------------ | ------------ | ----------------------------- |
| 1    | 2      | Davonte Howell     | Isole Cayman       | 10"31        | Q                             |
| 2    | 4      | Sibusiso Matsenjwa | eSwatini           | 10"39        | Q                             |
| 3    | 6      | Didier Kiki        | Benin              | 10"76 (.755) |                               |
| 4    | 5      | Hervé Toumandji    | Rep. Centrafricana | 10"76 (.760) |                               |
| 5    | 7      | Kenaz Kaniwete     | Kiribati           | 11"29        | Miglior prestazione personale |
| 6    | 8      | Darko Pešić        | Montenegro         | 11"85        |                               |
| 7    | 3      | Steven Sabino      | Mozambico          | dq           | TR 16.8                       |

#### Batteria 3
| Pos. | Corsia | Atleta           | Nazionalità | Tempo        | Note                          |
| ---- | ------ | ---------------- | ----------- | ------------ | ----------------------------- |
| 1    | 2      | Noa Bibi         | Mauritius   | 10"27        | Q                             |
| 2    | 5      | Franko Burraj    | Albania     | 10"60 (.596) | Q,                            |
| 3    | 4      | Favoris Muzrapov | Tagikistan  | 10"60 (.597) |                               |
| 4    | 3      | Diu Chun Hei     | Hong Kong   | 10"62        |                               |
| 5    | 6      | Melique García   | Honduras    | 10"76        |                               |
| 6    | 7      | Rija Gardiner    | Madagascar  | 10"82        | Miglior prestazione personale |
| 7    | 9      | Manuel Ataide    | Timor Est   | 11"35        | Record nazionale              |
| 8    | 8      | Samer Al-Yafaee  | Yemen       | 11"54        | Miglior prestazione personale |

#### Batteria 4
| Pos. | Corsia | Atleta              | Nazionalità | Tempo | Note                                     |
| ---- | ------ | ------------------- | ----------- | ----- | ---------------------------------------- |
| 1    | 2      | Christopher Borzor  | Haiti       | 10"26 | Q                                        |
| 2    | 4      | Marcos Santos       | Angola      | 10"31 | Q,                                       |
| 3    | 3      | Hachim Maaroufou    | Comore      | 10"44 | q                                        |
| 4    | 9      | Taha Hussein Yaseen | Iraq        | 10"51 | q,                                       |
| 5    | 5      | Ibadulla Adam       | Maldive     | 10"55 | Miglior prestazione personale            |
| 6    | 6      | Shaun Gill          | Belize      | 11"17 |                                          |
| 7    | 8      | Scott Fiti          | Micronesia  | 11"61 | Miglior prestazione personale stagionale |
| 8    | 7      | Ahmed Essabai       | Libia       | 11"89 |                                          |

#### Batteria 5
| Pos. | Corsia | Atleta              | Nazionalità         | Tempo | Note                                     |
| ---- | ------ | ------------------- | ------------------- | ----- | ---------------------------------------- |
| 1    | 3      | Naquille Harris     | Saint Kitts e Nevis | 10"33 | Q                                        |
| 2    | 2      | Lalu Muhammad Zohri | Indonesia           | 10"35 | Q                                        |
| 3    | 5      | Dominique Mulamba   | RD del Congo        | 10"54 | q,                                       |
| 4    | 4      | Fodé Sissoko        | Mali                | 10"66 |                                          |
| 5    | 7      | Joseph Green        | Guam                | 10"85 | Miglior prestazione personale stagionale |
| 6    | 6      | Winzar Kakiouea     | Nauru               | 11"15 |                                          |
| 7    | 9      | Remigio Santander   | Guinea Equatoriale  | 11"65 | Miglior prestazione personale stagionale |
| 8    | 8      | Maleselo Fukofuka   | Tonga               | 12"11 | Miglior prestazione personale            |

#### Batteria 6
| Pos. | Corsia | Atleta                      | Nazionalità | Tempo        | Note                                     |
| ---- | ------ | --------------------------- | ----------- | ------------ | ---------------------------------------- |
| 1    | 2      | Arturo Deliser              | Panama      | 10"34        | Q                                        |
| 2    | 4      | Dylan Sicobo                | Seychelles  | 10"51        | Q                                        |
| 3    | 5      | Wissy Hoye                  | Gabon       | 10"59        |                                          |
| 4    | 7      | Jalen Lisse                 | Suriname    | 10"64        | Miglior prestazione personale            |
| 5    | 3      | Beppe Grillo                | Malta       | 10"69        |                                          |
| 6    | 8      | Imranur Rahman              | Bangladesh  | 10"73 (.727) | Miglior prestazione personale stagionale |
| 7    | 6      | Waisake Tewa                | Figi        | 10"73 (.729) | Miglior prestazione personale stagionale |
| 8    | 9      | Muhd Noor Firdaus Ar-Rasyid | Brunei      | 10.86        | Miglior prestazione personale stagionale |

### Batterie
Si qualificano alle semifinali i primi tre di ogni batteria (Q) e i tre migliori tempi tra gli esclusi (q).

#### Batteria 1
| Pos. | Corsia | Atleta              | Nazionalità   | Tempo | Note |
| ---- | ------ | ------------------- | ------------- | ----- | ---- |
| 1    | 5      | Kishane Thompson    | Giamaica      | 10"00 | Q    |
| 2    | 6      | Benjamin Azamati    | Ghana         | 10"08 | Q    |
| 3    | 1      | Reynaldo Espinosa   | Cuba          | 10"11 | Q    |
| 4    | 2      | Felipe Bardi        | Brasile       | 10"18 |      |
| 5    | 9      | Akihiro Higashida   | Giappone      | 10"19 |      |
| 6    | 3      | Lalu Muhammad Zohri | Indonesia     | 10"26 |      |
| 7    | 8      | Kayhan Özer         | Turchia       | 10"34 |      |
| 8    | 7      | Sibusiso Matsenjwa  | eSwatini      | 10"39 |      |
| –    | 4      | Jeremiah Azu        | Gran Bretagna | dq    |      |

#### Batteria 2
| Pos. | Corsia | Atleta             | Nazionalità       | Tempo | Note |
| ---- | ------ | ------------------ | ----------------- | ----- | ---- |
| 1    | 2      | Ferdinand Omanyala | Kenya             | 10"08 | Q    |
| 2    | 1      | Chituru Ali        | Italia            | 10"12 | Q    |
| 3    | 7      | Joshua Hartmann    | Germania          | 10"16 | Q    |
| 4    | 4      | Joshua Azzopardi   | Australia         | 10"20 |      |
| 5    | 6      | Devin Augustine    | Trinidad e Tobago | 10"31 |      |
| 6    | 9      | Erik Cardoso       | Brasile           | 10"35 |      |
| 7    | 3      | Arturo Deliser     | Panama            | 10"35 |      |
| 8    | 5      | Jhonny Rentería    | Colombia          | 10"38 |      |
| 9    | 8      | Muhd Azeem Fahmi   | Malaysia          | 10"45 |      |

#### Batteria 3
| Pos. | Corsia | Atleta               | Nazionalità         | Tempo | Note |
| ---- | ------ | -------------------- | ------------------- | ----- | ---- |
| 1    | 3      | Louie Hinchliffe     | Gran Bretagna       | 9"98  | Q    |
| 2    | 6      | Noah Lyles           | Stati Uniti         | 10"04 | Q    |
| 3    | 4      | Shaun Maswanganyi    | Sudafrica           | 10"06 | Q    |
| 4    | 7      | Xie Zhenye           | Cina                | 10"16 |      |
| 5    | 5      | Owen Ansah           | Germania            | 10"22 |      |
| 6    | 8      | Ali Anwar Al-Balushi | Oman                | 10"26 |      |
| 7    | 1      | Naquille Harris      | Saint Kitts e Nevis | 10"38 |      |
| 8    | 2      | Markus Fuchs         | Austria             | 10"59 |      |
| 9    | 9      | Dylan Sicobo         | Seychelles          | 10"62 |      |

#### Batteria 4
| Pos. | Corsia | Atleta                 | Nazionalità | Tempo | Note |
| ---- | ------ | ---------------------- | ----------- | ----- | ---- |
| 1    | 6      | Oblique Seville        | Giamaica    | 9"99  | Q    |
| 2    | 4      | Abdul Hakim Sani Brown | Giappone    | 10"02 | Q    |
| 3    | 2      | Puripol Boonson        | Thailandia  | 10"13 | Q    |
| 4    | 3      | Favour Ashe            | Nigeria     | 10"16 | q    |
| 5    | 5      | Duan Asemota           | Canada      | 10"17 |      |
| 6    | 7      | Terrence Jones         | Bahamas     | 10"31 |      |
| 7    | 1      | Marcos Santos          | Angola      | 10"40 |      |
| 8    | 8      | Franko Burraj          | Albania     | 10"66 |      |
| 9    | 9      | Oliwer Wdowik          | Polonia     | 11"53 |      |

#### Batteria 5
| Pos. | Corsia | Atleta                  | Nazionalità  | Tempo | Note                                     |
| ---- | ------ | ----------------------- | ------------ | ----- | ---------------------------------------- |
| 1    | 2      | Kayinsola Ajayi         | Nigeria      | 10"02 | Q                                        |
| 2    | 4      | Marcell Jacobs          | Italia       | 10"05 | Q                                        |
| 3    | 5      | Abdul-Rasheed Saminu    | Ghana        | 10"06 | Q                                        |
| 4    | 6      | Benjamin Richardson     | Sudafrica    | 10"06 | q                                        |
| 5    | 1      | Hassan Taftian          | Iran         | 10"18 | Miglior prestazione personale stagionale |
| 6    | 3      | Davonte Howell          | Isole Cayman | 10"24 |                                          |
| 7    | 9      | Henrik Larsson          | Svezia       | 10"24 |                                          |
| 8    | 7      | Paulo André de Oliveira | Brasile      | 10"46 |                                          |
|      | 8      | Marc Brian Louis        | Singapore    | dns   |                                          |

#### Batteria 6
| Pos. | Corsia | Atleta            | Nazionalità               | Tempo | Note |
| ---- | ------ | ----------------- | ------------------------- | ----- | ---- |
| 1    | 5      | Akani Simbine     | Sudafrica                 | 10"03 | Q    |
| 2    | 3      | Ackeem Blake      | Giamaica                  | 10"06 | Q    |
| 3    | 4      | Rikkoi Brathwaite | Isole Vergini Britanniche | 10"13 | Q    |
| 4    | 1      | Ebrahima Camara   | Gambia                    | 10"21 |      |
| 5    | 2      | Wanya McCoy       | Bahamas                   | 10"24 |      |
| 6    | 8      | Rohan Browning    | Australia                 | 10"29 | =    |
| 7    | 9      | Simon Hansen      | Danimarca                 | 10"39 |      |
| 8    | 6      | Emanuel Archibald | Guyana                    | 10"40 |      |
| 9    | 7      | Hachim Maaroufou  | Comore                    | 10"52 |      |

#### Batteria 7
| Pos. | Corsia | Atleta              | Nazionalità     | Tempo | Note                          |
| ---- | ------ | ------------------- | --------------- | ----- | ----------------------------- |
| 1    | 2      | Kenny Bednarek      | Stati Uniti     | 9"97  | Q                             |
| 2    | 1      | Emmanuel Eseme      | Camerun         | 9"98  | Q                             |
| 3    | 5      | Andre De Grasse     | Canada          | 10"07 | Q                             |
| 4    | 4      | Emmanuel Matadi     | Liberia         | 10"08 | q                             |
| 5    | 6      | Ryuichiro Sakai     | Giappone        | 10"17 |                               |
| 6    | 3      | Noa Bibi            | Mauritius       | 10"19 |                               |
| 7    | 7      | Ronal Longa         | Colombia        | 10"29 | =                             |
| 8    | 8      | José González       | Rep. Dominicana | 10"40 |                               |
| 9    | 9      | Taha Hussein Yaseen | Iraq            | 10"50 | Miglior prestazione personale |

#### Batteria 8
| Pos. | Corsia | Atleta             | Nazionalità               | Tempo | Note                                     |
| ---- | ------ | ------------------ | ------------------------- | ----- | ---------------------------------------- |
| 1    | 5      | Fred Kerley        | Stati Uniti               | 9"97  | Q                                        |
| 2    | 2      | Letsile Tebogo     | Botswana                  | 10"01 | Q                                        |
| 3    | 4      | Zharnel Hughes     | Gran Bretagna             | 10"03 | Q                                        |
| 4    | 3      | Cejhae Greene      | Antille Olandesi          | 10"17 |                                          |
| 5    | 1      | Christopher Borzor | Haiti                     | 10"28 |                                          |
| 6    | 6      | Arthur Cisse       | Costa d'Avorio            | 10"31 |                                          |
| 7    | 8      | Dominique Mulamba  | RD del Congo              | 10"53 | Miglior prestazione personale stagionale |
| 8    | 9      | Dorian Keletela    | Atleti Olimpici Rifugiati | 10"58 |                                          |
|      | 7      | Aaron Brown        | Canada                    | dq    |                                          |

### Semifinali
I primi due di ogni batteria (Q) e i due migliori tempi tra gli esclusi (q) si qualificano alla finale.

#### Semifinale 1
| Pos. | Corsia | Atleta            | Nazionalità               | Tempo | Note                                     |
| ---- | ------ | ----------------- | ------------------------- | ----- | ---------------------------------------- |
| 1    | 6      | Oblique Seville   | Giamaica                  | 9"81  | Q                                        |
| 2    | 4      | Noah Lyles        | Stati Uniti               | 9"83  | Q                                        |
| 3    | 5      | Louie Hinchliffe  | Gran Bretagna             | 9"97  |                                          |
| 4    | 7      | Emmanuel Eseme    | Camerun                   | 10"00 |                                          |
| 5    | 9      | Shaun Maswanganyi | Sudafrica                 | 10"02 | Miglior prestazione personale stagionale |
| 6    | 1      | Favour Ashe       | Nigeria                   | 10"08 |                                          |
| 7    | 8      | Chituru Ali       | Italia                    | 10"14 |                                          |
| 8    | 2      | Rikkoi Brathwaite | Isole Vergini Britanniche | 10"15 |                                          |
| 9    | 3      | Benjamin Azamati  | Ghana                     | 10"17 |                                          |

#### Semifinale 2
| Pos. | Corsia | Atleta            | Nazionalità | Tempo | Note |
| ---- | ------ | ----------------- | ----------- | ----- | ---- |
| 1    | 5      | Akani Simbine     | Sudafrica   | 9"87  | Q    |
| 2    | 4      | Letsile Tebogo    | Botswana    | 9"91  | Q    |
| 3    | 8      | Marcell Jacobs    | Italia      | 9"92  | q    |
| 4    | 7      | Kenny Bednarek    | Stati Uniti | 9"93  | q    |
| 5    | 3      | Ackeem Blake      | Giamaica    | 10"06 |      |
| 6    | 6      | Kayinsola Ajayi   | Nigeria     | 10"13 |      |
| 7    | 9      | Joshua Hartmann   | Germania    | 10"16 |      |
| 8    | 2      | Emmanuel Matadi   | Liberia     | 10"18 |      |
| 9    | 1      | Reynaldo Espinosa | Cuba        | 10"21 |      |

#### Semifinale 3
| Pos. | Corsia | Atleta                 | Nazionalità   | Tempo | Note                                     |
| ---- | ------ | ---------------------- | ------------- | ----- | ---------------------------------------- |
| 1    | 4      | Kishane Thompson       | Giamaica      | 9"80  | Q                                        |
| 2    | 7      | Fred Kerley            | Stati Uniti   | 9"84  | Q                                        |
| 3    | 9      | Benjamin Richardson    | Sudafrica     | 9"95  |                                          |
| 4    | 5      | Abdul Hakim Sani Brown | Giappone      | 9"96  | Miglior prestazione personale            |
| 5    | 2      | Andre De Grasse        | Canada        | 9"98  | Miglior prestazione personale stagionale |
| 6    | 3      | Zharnel Hughes         | Gran Bretagna | 10"01 |                                          |
| 7    | 8      | Abdul-Rasheed Saminu   | Ghana         | 10"05 |                                          |
| 8    | 6      | Ferdinand Omanyala     | Kenya         | 10"08 |                                          |
| 9    | 1      | Puripol Boonson        | Thailandia    | 10"14 |                                          |

### Finale

Video ufficiale della Finale

| Pos.    | Corsia | Atleta           | Nazionalità | Tempo       | Note                                     |
| ------- | ------ | ---------------- | ----------- | ----------- | ---------------------------------------- |
| Oro     | 7      | Noah Lyles       | Stati Uniti | 9"79 (.784) | Miglior prestazione personale            |
| Argento | 4      | Kishane Thompson | Giamaica    | 9"79 (.789) |                                          |
| Bronzo  | 3      | Fred Kerley      | Stati Uniti | 9"81        | Miglior prestazione personale stagionale |
| 4       | 5      | Akani Simbine    | Sudafrica   | 9"82        | Record nazionale                         |
| 5       | 9      | Marcell Jacobs   | Italia      | 9"85        | Miglior prestazione personale stagionale |
| 6       | 8      | Letsile Tebogo   | Botswana    | 9"86        | Record nazionale                         |
| 7       | 2      | Kenneth Bednarek | Stati Uniti | 9"88        |                                          |
| 8       | 6      | Oblique Seville  | Giamaica    | 9"91        |                                          |